# Европейский маршрут E38

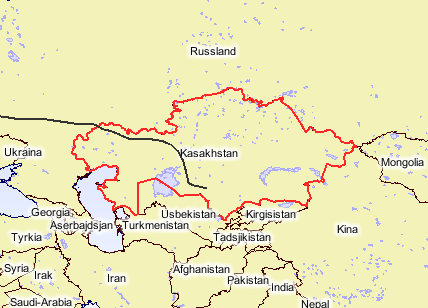
Маршрут E38 в России и Казахстане

Европейский маршрут E38 — европейский автомобильный маршрут, проходящий по территории Украины, России и Казахстана.
Дорога начинается в городе Глухове Сумской области Украины, проходит по территории Курской, Воронежской, Саратовской областей России, Западно-Казахстанской, Актюбинской, Кызылординской, Южно-Казахстанской областей Казахстана, заканчивается в городе Шымкенте. В настоящее время дорога находится на реконструкции в республике Казахстан на участке Уральск — Актобе, далее прежнее полотно дороги, оставшееся от СССР Актобе — Аральск, участок Иргиз — Аральск реконструирован, дорожное полотно новое. Далее работы по замене дорожного полотна проводятся на участке Аральск — Кызылорда и до Шымкента редкие участки ремонта трассы.

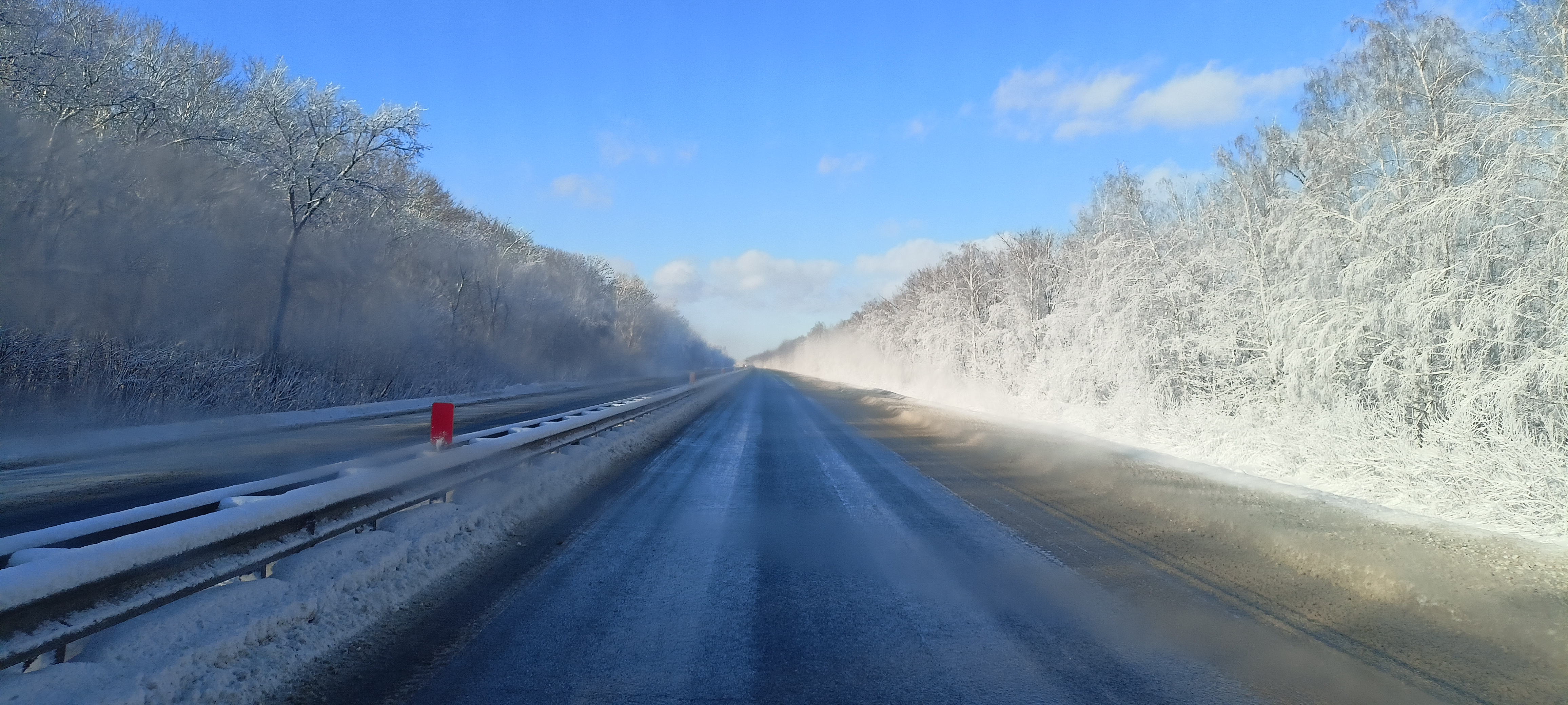
Трасса Е-38 на подъезде к Калининску

## Маршрут
- Украина
  - Р-65 Глухов
- Россия
  - Р199 Рыльск, Льгов, Курск
  - Р298 Курск, Воронеж, Анна
  - Р22 (подъезд к Саратову) Борисоглебск, Балашов, Калининск, Саратов
  - А298 Саратов, Энгельс, Ершов, Озинки
- Казахстан
  - A29 Уральск
  - М32 Уральск, Новоалексеевка, Актобе, Хромтау, Карабутак, Аральск, Айтеке-Би, Жосалы, Кызылорда, Туркестан, Шымкент.